# Gnathotrusia testacea
Gnathotrusia testacea är en fjärilsart som beskrevs av Hall 1935. Gnathotrusia testacea ingår i släktet Gnathotrusia och familjen praktfjärilar. Inga underarter finns listade i Catalogue of Life.